# 布斯卡泰
布斯卡泰（義大利語：Buscate），是意大利米兰省的一个市镇。总面积7平方公里，人口4758人，人口密度679.7人/平方公里（2009年）。国家统计（ISTAT）代码为015038。